# Agoraea mossi
Agoraea mossi là một loài bướm đêm thuộc phân họ Arctiinae, họ Erebidae.